# Richard C. Lukas

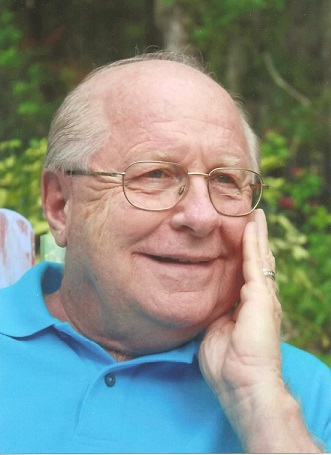
Richard C. Lukas

Richard C. Lukas (* 1937) ist ein amerikanischer Historiker und Autor zahlreicher Bücher und Artikel über die polnische Geschichte und die polnisch-jüdischen Beziehungen. Er ist anerkannt als eine führende Autorität in Sachen Geschichte Polens während des Zweiten Weltkriegs.
Lukas arbeitete als Research Consultant beim historischen Archiv der United States Air Force und lehrte anschließend als Professor an der Tennessee Technological University, an der Wright State University und an der University of South Florida.

## Bücher
- Eagles East: The Army Air Forces and the Soviet Union, 1941-1945, Univ. Press of Florida, 1970, ISBN 0-8130-0428-4.
- From Metternich to the Beatles, Mentor, 1973, ISBN 0-451-61191-8.
- The Strange Allies, the United States and Poland, 1941-1945, University of Tennessee Press, 1978, ISBN 0-87049-229-2.
- Bitter Legacy: Polish-American Relations in the Wake of World War II, University Press of Kentucky, 1982, ISBN 0-8131-1460-8.
- Out of the Inferno: Poles Remember the Holocaust, University Press of Kentucky, 1989, ISBN 0-8131-1692-9.
- Zapomniany Holocaust: Polacy pod okupacją niemiecką, 1939-1944, Jedność, 1995.
- Forgotten Holocaust, Hippocrene Books, 2nd revised ed., 2001, ISBN 0-7818-0901-0.
- Did the Children Cry: Hitler's War Against Jewish and Polish Children, 1939-1945, Hippocrene Books, 2001, ISBN 0-7818-0870-7.
- Forgotten Survivors: Polish Christians Remember the Nazi Occupation, University Press of Kansas, 2004, ISBN 0-7006-1350-1.